# Nelson (gruppo musicale)
I Nelson sono un gruppo hair metal fondato da Matthew e Gunnar Nelson (figli gemelli di Ricky Nelson). Ottennero un breve periodo di popolarità nei primi anni novanta con il loro album di debutto After the Rain, che conteneva al suo interno il singolo numero uno in classifica "(Can't Live Without Your) Love and Affection".

## Storia
I gemelli Gunnar e Matthew Nelson seguirono la tradizione dei loro nonni e del padre, quando nel 1990 fondarono un progetto musicale. Infatti i loro nonni Ozzie e Harriet, erano protagonisti di una delle più famose soap opera degli anni cinquanta e sessanta, mentre il padre Ricky Nelson, fu un famoso artista rock & roll, nonché attore.
I fratelli apparirono per la prima volta in pubblico nei metà anni ottanta, nel trio pop The Nelsons. Con la morte del padre in un incidente aereo nel 1985, questo tragico evento portò il gruppo ad indirizzarsi su sonorità più dure. Così nel 1987 i The Nelsons, mantenendo con loro il chitarrista ritmico Joey Cathcart, cambiarono nome in Nelson. La prima formazione dei Nelson vedeva l'ex chitarrista dei Dio Vivian Campbell prima che questo raggiungesse i Def Leppard nel 1992, e l'ex batterista degli UFO Andy Parker. I gemelli presto contattarono però Bobby Rock (ex Vinnie Vincent Invasion, Nitro) alla batteria, mentre Cathcart farà coppia con il chitarrista australiano Brett Garsed. Verrà assoldato anche il tastierista Paul Mirkovich, musicista con alle spalle esperienze con Cher, Eddie Money, Belinda Carlisle e Jeffrey Osborne. La band trovò subito un accordo con la Geffen Records. La prima apparizione dei Nelson fu nella colonna sonora del film Bill & Ted's Excellent Adventure nel 1989, ma non prenderanno parte al disco ufficialmente a causa degli impedimenti della Geffen, che rifiutò di far apparire la band in un progetto di un'altra casa discografica (la A&M). Il gruppo vi partecipò in ogni caso con il brano "Two Heads Are Better Than One", che venne registrato con la voce di Pete Beckett, cantante dei Paladin e dei Player, ma verranno accreditati nel disco come "Powertools", nome ispirato da un club di Los Angeles con lo stesso nome.
Il gruppo passò alla pubblicazione del debutto After the Rain nel 1990, prodotto da Marc Tanner e David Thoener. Il singolo "(Can't Live Without Your) Love and Affection" raggiunse il primo posto nelle classifiche statunitensi. Il video del singolo "After the Rain" vide la partecipazione della sorella dei gemelli Tracy Nelson. Dopo aver sconfitto con successo il cancro, Tracy aveva recitato il ruolo di Sorella Steve nella serie TV  Le inchieste di Padre Dowling al fianco della star di Happy Days Tom Bosley tra il 1987 e il 1989. Seguirono tour di successo al fianco degli House of Lords e Enuff Z'Nuff. Nel frattempo Paul Mirkovich raggiunse i Whitesnake.
La band tornò in studio nel 1992 per la registrazione del secondo disco. Curiosamente gli ex membri dei Rough Cutt Amir Derakh e Matt Thorne vennero accreditati nel disco come assistenti di studio. L'album, dal titolo di Imaginator, avrebbe dovuto vedere la luce nel 1993, ma la Geffen ne impedì la pubblicazione. Il successivo album dei Nelson Because They Can, verrà pubblicato nel 1995, e presentava sonorità più morbide e distanti dalle linee musicali dell'hair metal anni '80. Contribuirono come ospiti speciali il batterista Mike Baird (ex Airplay e Ironhorse), il chitarrista dei The Cars Elliott Easton ed il tastierista dei Toto Steve Porcaro. Imaginator vedrà la luce in Giappone solamente nel 1996 per la Victor Records. Il quarto album, The Silence Is Broken, venne nuovamente realizzato solo in Giappone nel 1998. L'anno successivo vedrà la luce il quinto lavoro, Life, al quale partecipò in veste di corista l'artista AOR Marilyn Martin. Seguì l'anno successivo la pubblicazione del live album Like Father, Like Sons.
I Nelson si unirono a Peter Frampton e gli Styx per un tour estivo negli States il 6 maggio 2004. Nell'agosto di quell'anno verrà pubblicata esclusivamente per il mercato giapponese la raccolta Greatest Hits, che includeva versioni ri-registrate delle prime hits della band. Mentre per il mercato internazionale vedrà la luce la raccolta 20th Century Masters - The Millennium Collection: The Best of Nelson durante lo stesso anno. Durante il 2005 l'ex tastierista del gruppo, Paul Mirkovich ottenne il ruolo di musicista nel reality show americano Rock Star: INXS. Il 3 febbraio 2007 Matthew e Gunnar Nelson, assieme a Jani Lane dei Warrant, Mark Slaughter degli Slaughter, Kelly Keagy dei Night Ranger ed Eric Martin dei Mr. Big, si riunirono per dare luce ad un progetto chiamato Scrap Metal in occasione di un concerto filmato da MTV filmed al Mohegan Sun Hotel & Casino di Uncasville, Connecticut.
Nel 2010 i Nelson hanno firmato un accordo con l'italiana Frontiers Records per la pubblicazione di tre album nello stesso anno. Il primo, Before the Rain, è una raccolta di demo registrate per After the Rain. Il secondo è Perfect Storm, un album dal vivo registrato durante il tour mondiale di After the Rain. Il terzo infine è un nuovo album in studio intitolato Lightning Strikes Twice, che costituisce il primo lavoro di inediti del gruppo dopo oltre dieci anni.

## Formazione

### Formazione attuale
- Matthew Nelson – voce, basso, chitarra (1990-presente)
- Gunnar Nelson – voce, chitarra (1990-presente)
- Cary Park – chitarra (2013-presente)
- Brian Burwell – batteria (2005-presente)

### Ex componenti
- Bobby Rock - batteria (1990-1995)
- Vivian Campbell – chitarra (1990-1993)
- Andy Parker – batteria (1995-2005)
- Brett Garsed – chitarra (1995-2000)
- Joey Cathcart – chitarra (2005-2013)
- Paul Mirkovich – tastiere (1999-2015)
- Gary Corbett – tastiere (2015-2021; morto nel 2021)

## Discografia

### Album in studio
- 1990 – After the Rain
- 1995 – Because They Can
- 1996 – Imaginator
- 1997 – The Silence Is Broken
- 1998 – Brother Harmony
- 1999 – Life
- 2010 – Lightning Strikes Twice
- 2015 – Peace Out

### Live
- 2000 – Like Father, Like Sons
- 2010 – Perfect Storm - After the Rain World Tour 1991

### Raccolte
- 2004 – 20th Century Masters - The Millennium Collection: The Best of Nelson
- 2010 – Before the Rain: The Demos 1986-1990

### Singoli
| Anno | Titolo                                         | US | US Rock | CAN | UK | Album          |
| ---- | ---------------------------------------------- | -- | ------- | --- | -- | -------------- |
| 1990 | "(Can't Live Without Your) Love and Affection" | 1  | 20      | 11  | 54 | After the Rain |
| 1990 | "After the Rain"                               | 6  | 39      | 6   | -  | After the Rain |
| 1991 | "More Than Ever"                               | 14 | 44      | 30  | -  | After the Rain |
| 1991 | "Only Time Will Tell"                          | 28 | -       | 81  | -  | After the Rain |